# Tiago Djaló
Tiago Emanuel Embaló Djaló, noto semplicemente come Tiago Djaló (IPA: [tiˈaɣu dʒɐˈlɔ]; Amadora, 9 aprile 2000), è un calciatore portoghese, difensore della Juventus e della nazionale portoghese.

## Biografia
Nato in Portogallo, ha origini guineensi.

## Caratteristiche tecniche
Di ruolo difensore centrale, può giocare anche come terzino destro. Forte fisicamente e nel gioco aereo, si distingue anche per la bravura nell'impostazione del gioco.

## Carriera

### Club

#### Sporting CP
Djaló è nato ad Amadora, nell'area metropolitana di Lisbona, da genitori bissau-guineani, e si è unito all'accademia dello Sporting CP nel 2013 dallo Sport Futebol Damaiense. Il 24 febbraio 2018, ancora da junior, ha fatto il suo debutto professionale nella LigaPro con le loro riserve, giocando 74 minuti in un pareggio casalingo per 2-2 contro l'Académica de Coimbra. L'11 aprile 2018 Djaló ha segnato il suo primo gol in seconda divisione, chiudendo il pareggio casalingo per 1-1 contro il Famalicão.

#### Milan
Nel gennaio 2019 Djaló è stato ingaggiato dall'AC Milan poiché il suo contratto con lo Sporting stava per scadere. In luglio, insieme ad altri giovani giocatori della squadra, è stato invitato ad allenarsi con la prima squadra dal nuovo allenatore Marco Giampaolo. Ha fatto la sua unica apparizione per il club in un'amichevole con il Novara, entrando in campo come sostituto nel secondo tempo.

#### Lille
Djaló si è unito al Lille il 1 agosto 2019 con un contratto quinquennale, per una cifra non divulgata ma stimata intorno ai 5 milioni di euro. Ha fatto il suo debutto nella Ligue 1 francese dieci giorni dopo, partendo in difesa centrale insieme al connazionale José Fonte nella vittoria casalinga per 2-1 contro il Nantes. Ha debuttato in UEFA Champions League il 23 ottobre, giocando 87 minuti nel pareggio per 1-1 contro il Valencia nella fase a gironi sempre allo Stade Pierre-Mauroy.
Nella stagione 2020-21, Djaló ha contribuito con 17 partite per aiutare la sua squadra a vincere il campionato nazionale per la prima volta dal 2011. Il 1º agosto, è sceso in campo da titolare mentre il Lille ha vinto il Trophée des Champions 1-0 contro il Paris Saint-Germain allo Bloomfield Stadium di Tel Aviv, in Israele. Ha segnato il suo primo gol in campionato il 6 novembre dello stesso anno, aprendo il pareggio casalingo per 1-1 contro l'Angers.
Il 4 marzo 2023, all'inizio di una partita di campionato in trasferta contro il Lens, Djaló ha subito un infortunio al legamento crociato anteriore, rimanendo fuori per diversi mesi. Prima del suo periodo di inattività, ha collezionato 102 presenze in tutte le competizioni.

#### Juventus e prestito al Porto
Il 22 gennaio 2024 Djaló è tornato nella Serie A italiana, firmando un contratto fino a giugno 2026 con la Juventus. Il club ha pagato una cifra di trasferimento segnalata di €3,6 milioni, che potrebbe salire a €5,1 milioni con gli incentivi. Debutta in bianconero il 25 maggio 2024 subentrando ad Alex Sandro nel secondo tempo della partita col Monza, ultima giornata di campionato.
Nell'estate 2024, non trovando spazio nel progetto tecnico del nuovo allenatore Thiago Motta, la Juventus raggiunge un accordo con la Roma per la cessione in prestito del calciatore, tuttavia non supera le visite mediche e il trasferimento salta. Per questo motivo, fa ritorno a Torino e viene reintegrato in rosa, prima di essere ceduto in prestito annuale al Porto il 2 settembre seguente. Il 20 ottobre esordisce con i lusitani nella partita di Coppa del Portogallo vinta per 3-0 in casa del Sintrense, in cui segna anche un gol.  Si ripete quattro giorni dopo, nell'esordio stagionale in UEFA Europa League, nel successo interno per 2-0 contro l'Hoffenheim. Il 28 ottobre esordisce da titolare nel campionato portoghese nella trasferta vinta per 5-0 in casa dell'AVS. Chiude la stagione con 17 presenze e 2 reti.

### Nazionale
Djaló ha 24 presenze con il Portogallo a livello giovanile. La sua prima presenza con la squadra Under-21 è avvenuta il 14 novembre 2019, in un pareggio amichevole per 0-0 contro la Slovenia tenutosi a Estoril.
Il 21 marzo 2022 Djaló ha ricevuto la sua prima convocazione nella nazionale maggiore, dopo che Pepe è risultato positivo al COVID-19 prima dei play-off di qualificazione contro la Turchia per il Campionato del Mondo FIFA 2022. In ottobre è stato nominato in una lista preliminare di 55 giocatori per le finali in Qatar, non rientrando poi nella lista dei 26 finali.
Il 18 novembre 2024 fa il suo debutto con la massima selezione lusitana nella gara pareggiata per 1-1 in casa della Croazia in Nations League.

## Statistiche

### Presenze e reti nei club
Statistiche aggiornate al 24 febbraio 2025.
| Stagione        | Squadra            | Campionato      | Campionato | Campionato | Coppe nazionali | Coppe nazionali | Coppe nazionali | Coppe continentali | Coppe continentali | Coppe continentali | Altre coppe | Altre coppe | Altre coppe | Totale | Totale | Totale |
| Stagione        | Squadra            | Comp            | Pres       | Reti       | Comp            | Pres            | Reti            | Comp               | Pres               | Reti               | Comp        | Pres        | Reti        | Pres   | Reti   |        |
| --------------- | ------------------ | --------------- | ---------- | ---------- | --------------- | --------------- | --------------- | ------------------ | ------------------ | ------------------ | ----------- | ----------- | ----------- | ------ | ------ | ------ |
| 2017-2018       | Sporting Lisbona B | SL              | 12         | 1          | -               | -               | -               | -                  | -                  | -                  | -           | -           | -           | 12     | 1      |        |
| 2018-gen. 2019  | Sporting Lisbona B | SL              | 0          | 0          | -               | -               | -               | -                  | -                  | -                  | -           | -           | -           | 0      | 0      |        |
| gen.-giu. 2019  | Milan              | A               | 0          | 0          | CI              | 0               | 0               | UEL                | -                  | -                  | SI          | -           | -           | 0      | 0      |        |
| 2019-2020       | Lilla              | L1              | 8          | 0          | CF+CdL          | 2+1             | 0               | UCL                | 3                  | 0                  | -           | -           | -           | 14     | 0      |        |
| 2020-2021       | Lilla              | L1              | 17         | 0          | CF              | 3               | 0               | UEL                | 4                  | 0                  | -           | -           | -           | 24     | 0      |        |
| 2021-2022       | Lilla              | L1              | 28         | 1          | CF              | 2               | 0               | UCL                | 7                  | 0                  | SF          | 1           | 0           | 38     | 1      |        |
| 2022-2023       | Lilla              | L1              | 25         | 2          | CF              | 1               | 0               | -                  | -                  | -                  | -           | -           | -           | 26     | 2      |        |
| 2023-gen. 2024  | Lilla              | L1              | -          | -          | CF              | -               | -               | UECL               | -                  | -                  | -           | -           | -           | -      | -      |        |
| Totale Lilla    | Totale Lilla       | Totale Lilla    | 78         | 3          |                 | 9               | 0               |                    | 14                 | 0                  |             | 1           | 0           | 102    | 3      |        |
| gen.-giu. 2024  | Juventus           | A               | 1          | 0          | CI              | -               | -               | -                  | -                  | -                  | -           | -           | -           | 1      | 0      |        |
| 2024-2025       | Porto              | PL              | 8          | 0          | CP+CdL          | 2+0             | 1+0             | UEL                | 7                  | 1                  | SP+Cmc      | -           | -           | 17     | 2      |        |
| Totale carriera | Totale carriera    | Totale carriera | 99         | 4          |                 | 11              | 1               |                    | 21                 | 1                  |             | 1           | 0           | 132    | 6      |        |

### Cronologia presenze e reti in nazionale
| Cronologia completa delle presenze e delle reti in nazionale ― Portogallo | Cronologia completa delle presenze e delle reti in nazionale ― Portogallo | Cronologia completa delle presenze e delle reti in nazionale ― Portogallo | Cronologia completa delle presenze e delle reti in nazionale ― Portogallo | Cronologia completa delle presenze e delle reti in nazionale ― Portogallo | Cronologia completa delle presenze e delle reti in nazionale ― Portogallo | Cronologia completa delle presenze e delle reti in nazionale ― Portogallo | Cronologia completa delle presenze e delle reti in nazionale ― Portogallo |
| Data                                                                      | Città                                                                     | In casa                                                                   | Risultato                                                                 | Ospiti                                                                    | Competizione                                                              | Reti                                                                      | Note                                                                      |
| ------------------------------------------------------------------------- | ------------------------------------------------------------------------- | ------------------------------------------------------------------------- | ------------------------------------------------------------------------- | ------------------------------------------------------------------------- | ------------------------------------------------------------------------- | ------------------------------------------------------------------------- | ------------------------------------------------------------------------- |
| 18-11-2024                                                                | Spalato                                                                   | Croazia                                                                   | 1 – 1                                                                     | Portogallo                                                                | UEFA Nations League 2024-2025 - 1º turno                                  | -                                                                         | 63’                                                                       |
| Totale                                                                    |                                                                           | Presenze                                                                  | 1                                                                         |                                                                           | Reti                                                                      | 0                                                                         |                                                                           |

| Cronologia completa delle presenze e delle reti in nazionale ― Portogallo under 21 | Cronologia completa delle presenze e delle reti in nazionale ― Portogallo under 21 | Cronologia completa delle presenze e delle reti in nazionale ― Portogallo under 21 | Cronologia completa delle presenze e delle reti in nazionale ― Portogallo under 21 | Cronologia completa delle presenze e delle reti in nazionale ― Portogallo under 21 | Cronologia completa delle presenze e delle reti in nazionale ― Portogallo under 21 | Cronologia completa delle presenze e delle reti in nazionale ― Portogallo under 21 | Cronologia completa delle presenze e delle reti in nazionale ― Portogallo under 21 |
| Data                                                                               | Città                                                                              | In casa                                                                            | Risultato                                                                          | Ospiti                                                                             | Competizione                                                                       | Reti                                                                               | Note                                                                               |
| ---------------------------------------------------------------------------------- | ---------------------------------------------------------------------------------- | ---------------------------------------------------------------------------------- | ---------------------------------------------------------------------------------- | ---------------------------------------------------------------------------------- | ---------------------------------------------------------------------------------- | ---------------------------------------------------------------------------------- | ---------------------------------------------------------------------------------- |
| 14-11-2019                                                                         | Lubiana                                                                            | Slovenia under 21                                                                  | 0 – 0                                                                              | Portogallo under 21                                                                | Amichevole                                                                         | -                                                                                  | 45’ 47’                                                                            |
| 19-11-2019                                                                         | Oslo                                                                               | Norvegia under 21                                                                  | 2 – 3                                                                              | Portogallo under 21                                                                | Qual. Europeo Under-21 2021                                                        | -                                                                                  | 34’                                                                                |
| 4-9-2020                                                                           | Larnaca                                                                            | Cipro under 21                                                                     | 0 – 4                                                                              | Portogallo under 21                                                                | Qual. Europeo Under-21 2021                                                        | -                                                                                  |                                                                                    |
| 6-9-2021                                                                           | Amadora                                                                            | Portogallo under 21                                                                | 1 – 0                                                                              | Bielorussia under 21                                                               | Qual. Europeo Under-21 2023                                                        | -                                                                                  |                                                                                    |
| 7-10-2021                                                                          | Vizela                                                                             | Portogallo under 21                                                                | 11 – 0                                                                             | Liechtenstein under 21                                                             | Qual. Europeo Under-21 2023                                                        | -                                                                                  |                                                                                    |
| 12-10-2021                                                                         | Reykjavík                                                                          | Islanda under 21                                                                   | 0 – 1                                                                              | Portogallo under 21                                                                | Qual. Europeo Under-21 2023                                                        | -                                                                                  |                                                                                    |
| 4-6-2022                                                                           | Abovyan                                                                            | Bielorussia under 21                                                               | 1 – 5                                                                              | Portogallo under 21                                                                | Qual. Europeo Under-21 2023                                                        | -                                                                                  |                                                                                    |
| 11-6-2022                                                                          | Barcelos                                                                           | Portogallo under 21                                                                | 2 – 1                                                                              | Grecia under 21                                                                    | Qual. Europeo Under-21 2023                                                        | -                                                                                  |                                                                                    |
| Totale                                                                             |                                                                                    | Presenze                                                                           | 8                                                                                  |                                                                                    | Reti                                                                               | 0                                                                                  |                                                                                    |

## Palmarès

### Club
- Campionato francese: 1

Lilla: 2020-2021
- Supercoppa francese: 1

Lilla: 2021
- Coppa Italia: 1

Juventus: 2023-2024